# Nabasanuka
Nabasanuka, término compuesto del idioma Warao; Naba: marejada, caño o río, y; Sanuka: pequeño (a), que al unirlas se puede traducir Caño o Río Pequeño, es una comunidad indígena Warao, fundada por Teodoro Moraleda y su esposa Tomasa Izco, quien fuera además, su primera maestra.
Después de su matrimonio en Araguaimujo, emprendieron un viaje en busca de una zona apta y habitable, siendo ese espacio lo que hoy es Nabasanuka, el lugar que consideraron y se establecieron.

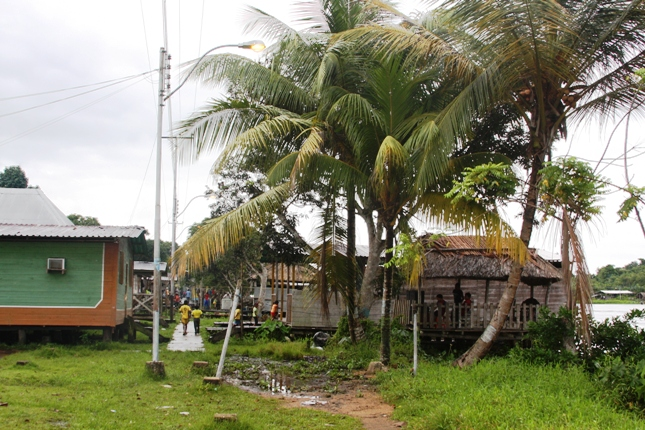

Hoy es una comunidad pujante y en constante crecimiento, en todos los aspectos,  cuenta con una Escuela Bolivariana, cuyo nombre realza la alta religiosidad de sus pobladores, la Unidad Educativa "Virgen de Coromoto", que también es patrona de Nabasanuka, este poblado se ubica en el Estado Delta Amacuro, municipio Antonio Díaz, parroquia Manuel Renaud, limita con el Norte del Río Araguao, Sur Comunidad Indígena de Bonoina, Este Comunidad Indígenas de Burojosanuka y el Oeste con que la Comunidad Indígena de Koboina, Zona que esta justo al frente del Océano Atlántico.
El suelo es húmedo, pantanoso, pertenece a los humedales del Delta, de topografía plana fértil para la agricultura, las precipitaciones ayuda a fortalecer los árboles, en el aspecto religioso todos los habitantes son católicos, complementado por creencias ancestrales como las de Kanobo, llamado el "unico ser supremo", las viviendas son construcciones realizadas sobre pilotines, muy pocas están encima del río es de tipo palafito, los materiales indispensables son palmas de temiche, piso de madera, en la mayoría de los casos, techos de láminas de acerolic, zinc.
En tiempo de recolección se alimentan de cangrejo azul y rojo, morrocoy, piñuelo, muchos peces acompañados del ocumo chino, así como la fécula del moriche, la fruta de moriche.
Cuenta con un centro de Atención Integral tipo II, se realizan actividades curativas de primeros auxilios, control de enfermedades agudas, ginecología y obstetricia, también preventivas como la vacunación. Algunos pobladores acuden también al tradicional Wisidatu, joarotu, bajanarotu de igual manera con apoyos de personas que ensalman.
En lo político está representado por un comisario, persona respetable de la comunidad junto con los policías que cumplen las funciones de mediadores.
Su población para 2001 era de 453 habitantes. El nombre de la comunidad viene del warao naba o pequeña y sanuka o comunidad. El poblado tiene Iglesia y una casa de misión católica de los hermanos Maristas, la misión Nabasanuka. 
La mayor parte del pueblo está compuesto por palafitos. El acceso al poblado solo es posible en bote o con hidroaviones.